# Salomè (film 1986)
Salomè è un film del 1986 diretto da Claude d'Anna.
Fu presentato nella sezione Un Certain Regard del 39º Festival di Cannes.

## Trama
Giovanni Battista, il profeta d'Israele, è imprigionato da Erode, governatore della Giudea per aver protestato contro il matrimonio di Erode con la moglie di suo fratello. Le gelosie imperversano e la figliastra e nipote di Erode, Salome, seduce Erode con una danza sensuale per darle la testa del profeta, ma poi cerca di salvare la vita dell'uomo che ha così condannato.